# 王泉根
王泉根（1949年—），浙江上虞人，北京师范大学文学院教授、博士生导师，中国儿童文学研究中心主任。中国作家协会儿童文学委员会副主任，亚洲儿童文学学会副会长，中国儿童文学研究会副会长，中国当代语文教学专业委员会学术委员会副主任。国家社会科学基金评审专家,终生享受政府特殊津贴专家。

## 基本情况
1982年于西南师范大学中文系本科毕业，获文学学士学位；
1984年于浙江师范大学中文系中国现代文学专业研究生毕业，获杭州大学文学硕士学位。
1998年于西南师范大学中文系任讲师、教授；
1998年11月至今在北京师范大学任教授、博士生导师。
曾先后指导1名博士后，26名博士生（其中6人来自日本、新加坡以及台湾、香港地区）、40名硕士生（其中1人来自泰国）。

## 研究及成果
中国现当代文学与儿童文学的教学研究，以及中国文化研究。
著作有《王泉根论儿童文学》、《现代中国儿童文学主潮》、《新世纪中国儿童文学新观察》、《中国人姓名的奥秘》、《中国姓氏的文化解折》等。
曾获国家图书奖（2001年）、首届（1995年）与第三届（2003年）中国高校人文社科研究优秀成果奖二等奖、台湾杨唤儿童文学特殊贡献奖（1990年）等。
独立承担或主持1项国家社会科学基金重点项目、3项国家社会科学基金一般项目，3项教育部人文社会科学研究规划项目，2项北京市哲学社会科学研究“十五”、“十一五”规划项目。

## 延伸阅读
- 《中国儿童文学60周年典藏 中国儿童文学60周年典藏》，外语教学与研究出版社，2009年7月；
- 《新世纪高等学校教材·普通高等教育“十一五”国家级规划教材·汉语言文学专业课系列教材：儿童文学教程[永久]》，北京师范大学出版社，2009年9月；
- 《世界华文优秀儿童文学精选 世界华文优秀儿童文学精选》，同心出版社，2009年7月；
- 《现代中国儿童文学主潮 现代中国儿童文学主潮》，重庆出版社，2000年12月；
- 《中国儿童文学60年 中国儿童文学60年（1949-2009）》，湖北少年儿童出版社，2009年9月；
- 《中国人姓名的奥秘 中国人姓名的奥秘》，当代中国出版社，2011年1月；